# Laguna Jancarurish
La laguna Jancarurish es una laguna de la Cordillera Blanca dentro del Parque nacional Huascarán en Perú. Se ubica en el distrito de Santa Cruz en la provincia de Huaylas en la región Áncash.
El 20 de octubre de 1950 mientras la Comisión de Control de la Lagunas de la Cordillera Blanca (CCLCB) realizaba trabajos de reducción del nivel de sus aguas se rompió el dique morrénico de la laguna y se produjo un aluvión hacia la quebrada Los Cedros, destruyendo las instalaciones en construcción de la Central hidroeléctrica Cañón del Pato.
La laguna Jancarurish se formó por la fusión de una lengua glaciar del nevado Alpamayo hacia la quebrada Los Cedros.

## Aluvión de 1950
En 1949, la Comisión de Control de las Lagunas de la Cordillera Blanca (CCLCB) comenzó a bajar el lago cavando una zanja a través de la morrena. La excavación se realizó por etapas: se bajó la zanja mientras una compuerta bloqueaba la salida del lago; luego se abrió la puerta y se bajó el lago hasta el nivel de la trinchera. En 1950, el lago había sido descendido 15 m de esta manera.
El 20 de octubre de 1950, la punta de una plataforma parcialmente sumergida formada por avalanchas de nieve y hielo se desprendió en el extremo opuesto de la laguna y generó grandes olas que desbordaron la morrena y destruyeron la puerta. Las aguas que escapaban de la laguna comenzaron a erosionar el flanco distal de la morrena, que estaba formada casi en su totalidad por arena y guijarros. La erosión avanzó cuesta arriba hacia la cresta de la morrena y se formó una cascada que arrasó el revestimiento y provocó la falla de la morrena. El nivel del lago bajó 21 m en un corto período de tiempo y se liberaron entre 6 y 10 millones de metros cúbicos de agua. El aluvión resultante habría afectado hasta 500 personas en el valle debajo de la presa.